# Ferrocarril Qinghai–Tíbet

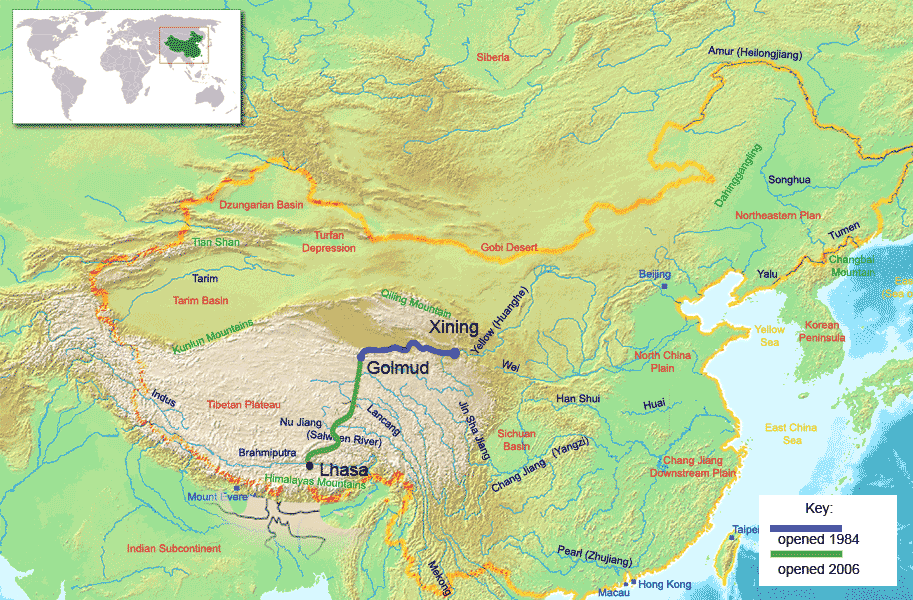
Mapa de la línea férrea.

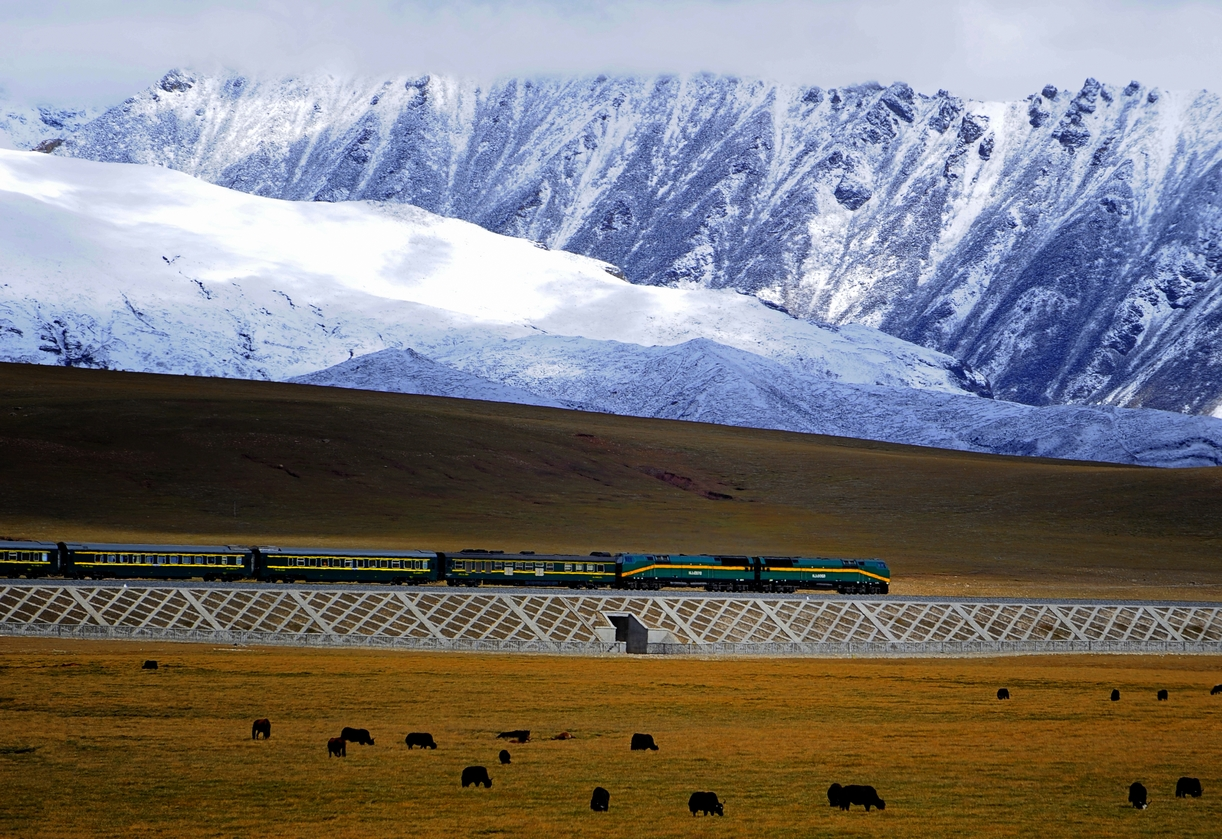
Tren en la región del Tíbet, 20 km al norte de Yangbaijan.

El ferrocarril de Qingzang, ferrocarril Qinghai–Xizang, o ferrocarril Qinghai–Tíbet (en tibetano: མཚོ་བོད་ལྕགས་ལམ།, mtsho bod lcags lam; en chino tradicional, 青藏鐵路; en chino simplificado, 青藏铁路; pinyin, Qīngzàng Tiělù) es un ferrocarril que conecta Xining, en la provincia de Qinghai, con Lhasa, en la Región Autónoma del Tíbet, en la República Popular China.
Este ferrocarril es el primero en conectar con el resto de China la Región Autónoma del Tíbet, que debido a su altitud y terreno fue la última entidad provincial de China continental sin tener línea de ferrocarril. Existen trenes directos desde Pekín, Chengdu, Chongqing, Xining y Lanzhou, que establecen conexiones entre Lhasa y otras ciudades importantes de China.
La línea incluye el paso de Tanggula, que con 5.072 metros de altura por encima del nivel del mar, lo convierte en la línea de ferrocarril más alta del mundo. También se encuentra el túnel de Fenghuoshan, de 1.388 metros de longitud, que es el túnel de ferrocarril más alto del mundo. El túnel más largo de la línea, el túnel de Yangbajing, mide 3.345 metros; se encuentra a 4.264 metros por encima del nivel del mar, a 80 km al noroeste de Lhasa.
Las primeras pruebas no tripuladas de la línea y su equipamiento comenzaron el 1 de mayo de 2006. La sección del ferrocarril entre Golmud y Lhasa fue inaugurada el 1 de julio de 2006 por el presidente Hu Jintao.

## Trenes y billetes

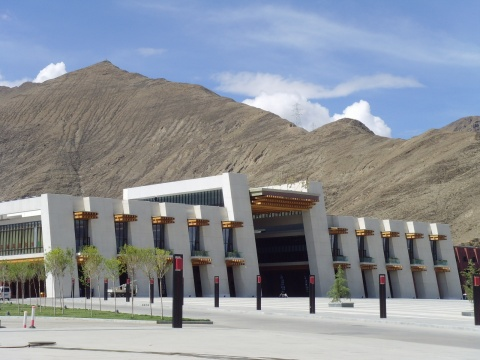
Estación de Lhasa.

Los trenes están especialmente construidos para entornos de alta elevación. Las locomotoras diésel fueron construidas por General Electric en Pensilvania, y los carros de pasajeros son carros 25T de fabricación china: en el tren Z21 / Z22, entre Beijing West y Lhasa, Bombardier Sifang Transportation (BSP) realizó carros en la sección Golmud-Lhasa en verde oscuro/amarillo o rojo oscuro/amarillo. Los letreros en los carruajes están en tibetano, chino e inglés. La velocidad de operación es de 120 km/h y 100 km/h sobre las secciones colocadas en permafrost.
El ferrocarril de Golmud a Lhasa se completó el 12 de octubre de 2005 y se abrió al servicio de prueba regular el 1 de julio de 2006. Las locomotoras están turbocompresadas para combatir el efecto reductor de energía de tener que correr en aproximadamente la mitad de una atmósfera de aire debido a la altitud extrema.
Al principio, solo funcionaban tres líneas: Beijing–Lhasa (todos los días), Chengdu/Chongqing–Lhasa (días alternos) y Lanzhou/Xining–Lhasa. El servicio de Shanghái/Guangzhou-Lhasa se agregó en octubre de 2006. En julio de 2010, el servicio de Shanghái-Lhasa se convirtió en diario, y se agregó un servicio diario entre Xining y Lhasa, pero el servicio se suspendió durante la temporada de invierno.
Desde octubre de 2006, cinco pares de trenes de pasajeros circulan entre Golmud y Lhasa, y un par más entre Xining y Golmud. La línea tiene una capacidad de ocho pares de trenes de pasajeros.

### Suministro de oxígeno y problemas médicos
Los vagones de pasajeros utilizados en los trenes de Lhasa están especialmente diseñados y tienen un suministro de oxígeno para cada pasajero. Cada tren de pasajeros tiene un médico.
Se requiere una tarjeta de registro de salud del pasajero para tomar el tren entre Golmud y Lhasa. La tarjeta se puede obtener al comprar el boleto. Los pasajeros deben leer el aviso de salud para viajes en alturas y firmar el acuerdo en la tarjeta para tomar el tren. El 28 de agosto de 2006, se informó que un hombre de Hong Kong de 75 años de edad, fue el primer pasajero en morir en el tren, después de haber sufrido problemas cardíacos en Lhasa, pero insistió en viajar a Xining.

## Construcción

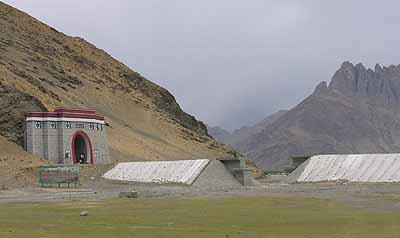
Túnel de Liuwu (柳梧隧道), cerca de la estación de Lhasa.

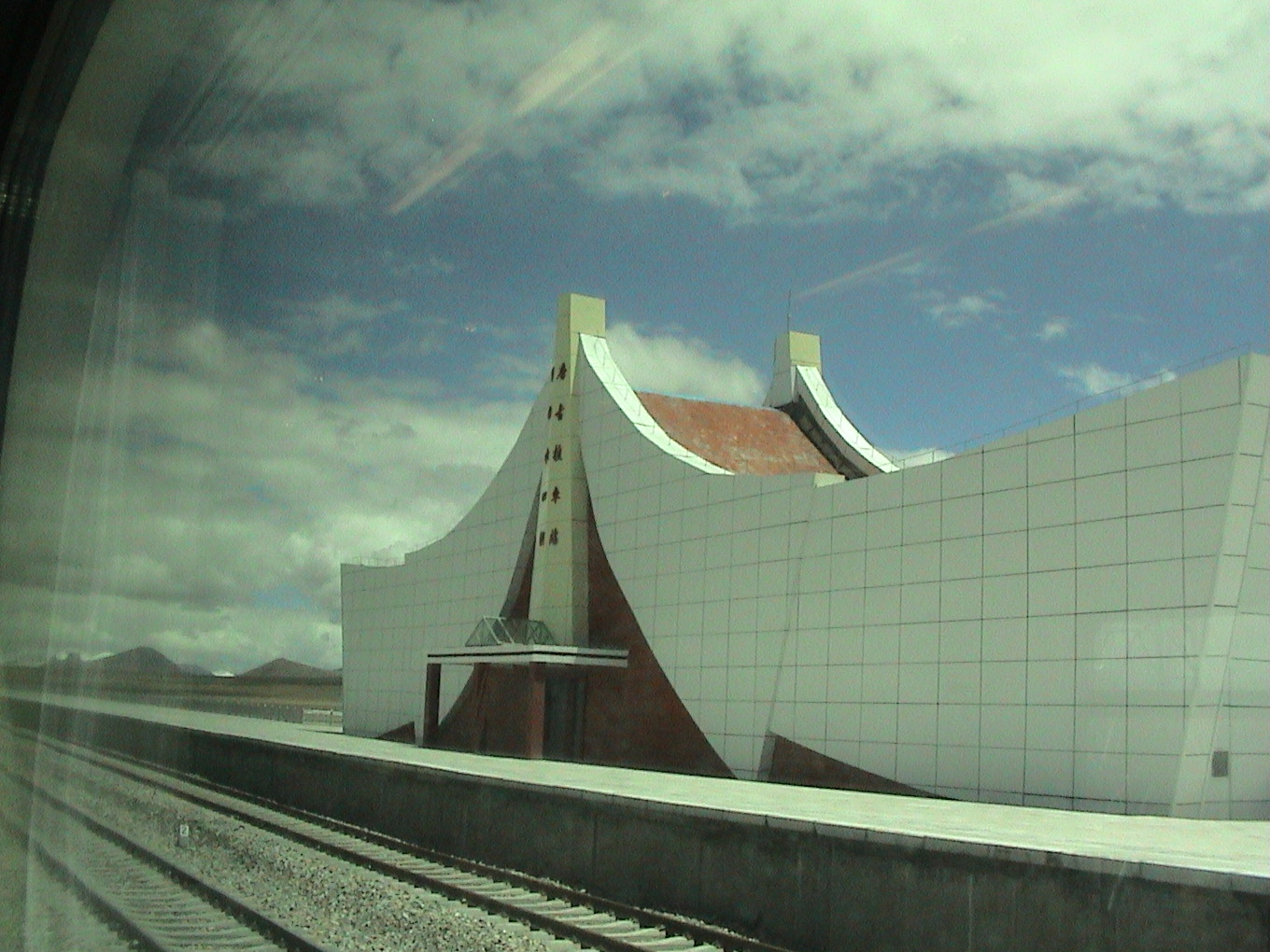
Estación de Tanggula, situada a 5.068 m, es la más alta del mundo.

La capital de la provincia de Qinghai, Xining, se conectó con el resto del país por ferrocarril en 1959, cuando se completó el Ferrocarril Lanqing de Lanzhou.
La sección de 815 km del futuro Ferrocarril Qingzang de Xining a Golmud, Qinghai se abrió al tráfico en 1984. Pero la sección restante de 1.142 km de Golmud a Lhasa no pudo construirse hasta que se resolvieron las dificultades técnicas para construir vías de ferrocarril en permafrost. Esta sección se inició formalmente el 29 de junio de 2001, finalizó el 12 de octubre de 2005, y el trabajo de señalización y las pruebas de seguimiento tomaron otros ocho meses. Se completó en cinco años a un costo de $3,68 mil millones.
El 22 de junio de 2004 se inició el tendido de pistas en el Tíbet desde ambas direcciones, hacia la montaña Tanggula y Lhasa, desde la estación de tren Amdo. El 24 de agosto de 2005, se colocó una ruta en el punto más alto del ferrocarril, el paso Tanggula, a 5.072 m sobre el nivel del mar.
Hay 44 estaciones, entre ellas la estación de tren de Tanggula, a 5.068 m, la más alta del mundo. La estación ferroviaria de Ticlio, en Perú, a 4.829 m, es la más alta de América (estación Cóndor; a 4.786 m, en la línea Río Mulatos-Potosí, Bolivia, y la estación La Galera a 4.777 m, en Perú, siendo la siguiente más alta). El proyecto del Ferrocarril Qingzang involucró a más de 20 000 trabajadores y más de 6 000 piezas de equipo industrial, y se considera uno de los principales logros de China en el siglo XXI.
Bombardier Transportation construyó 361 vagones de pasajeros de gran altura con sistemas especiales de oxígeno enriquecido y protección UV, entregados entre diciembre de 2005 y mayo de 2006. Cincuenta y tres son vagones de lujo para servicios turísticos.
La construcción del ferrocarril formó parte de la estrategia de desarrollo occidental de China, un intento de desarrollar las provincias occidentales de China, que están mucho menos desarrolladas que el este de China. El ferrocarril se extenderá a Zhangmu a través de Shigatse (日喀则) hacia el oeste, y Dali a través de Nyingchi hacia el este. Se planea una nueva extensión para vincular Shigatse con Yadong cerca de la frontera China-India (mapa). El ferrocarril es considerado por el gobierno como una de las mayores hazañas en la historia moderna de China y, como resultado, se menciona a menudo en los programas de televisión regulares. El cantante de folk chino-tibetano Han Hong tiene una canción llamada Tianlu (Camino al cielo; 路) alabando el Ferrocarril Qingzang.

### Extensiones completadas

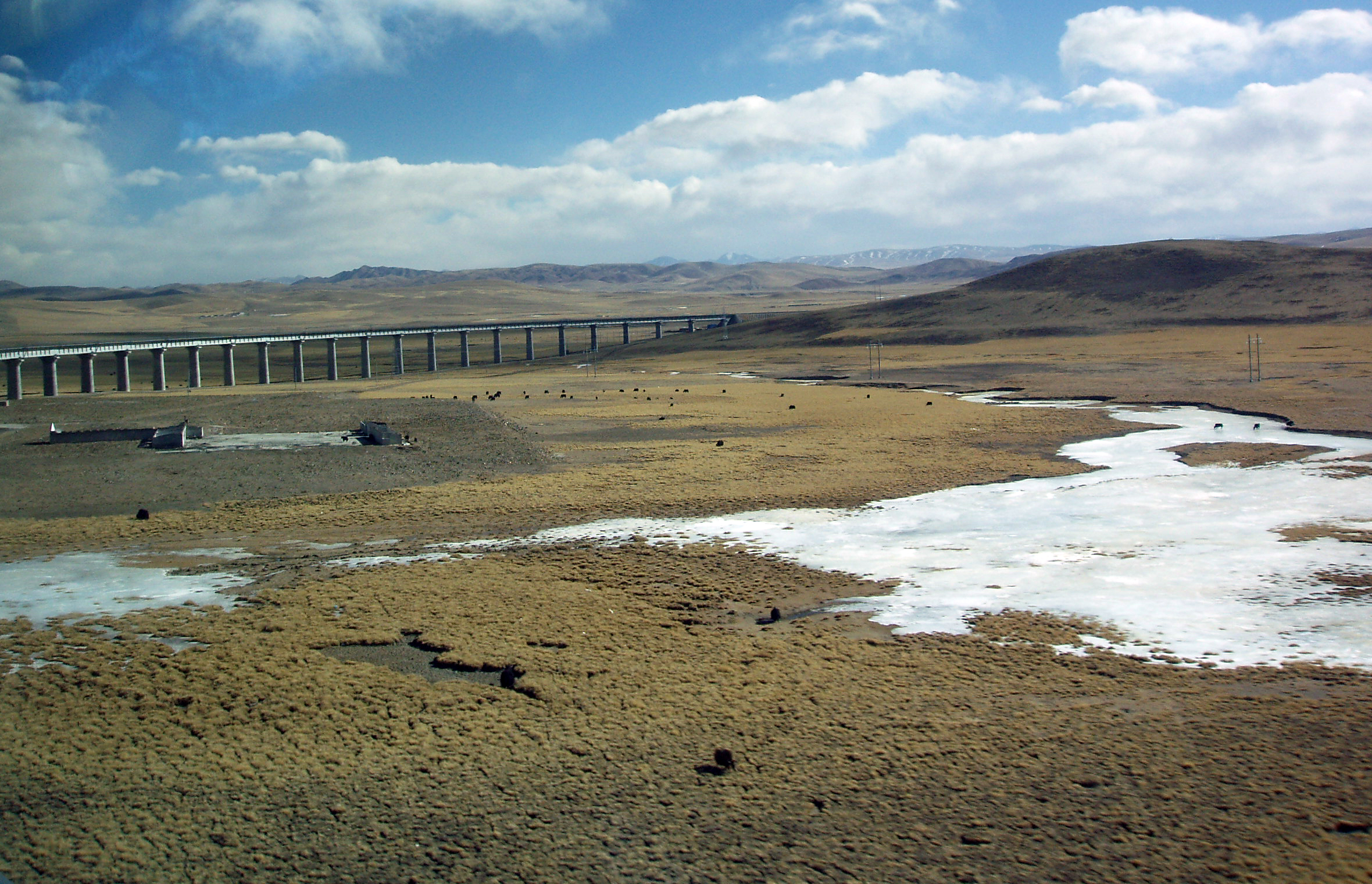
El puente sobre el horizonte de permafrost.

El 17 de agosto de 2008, un portavoz ferroviario confirmó los planes para agregar seis líneas ferroviarias más conectadas al ferrocarril Qinghai-Tíbet, incluyendo desde Lhasa a Nyingchi y desde Lhasa a Shigatse, ambas en la Región Autónoma del Tíbet. Tres líneas se originarán desde Golmud en la provincia de Qinghai y se dirigirán a Chengdu en la provincia de Sichuan, Dunhuang en la provincia de Gansu y Korla de la Región Autónoma Uygur de Xinjiang. El sexto conectará Xining, la capital de Qinghai, con Zhangye en Gansu. Se espera que las seis líneas estén en funcionamiento antes de 2020. El trabajo de construcción de la extensión de Lhasa-Shigatse comenzó el 26 de septiembre de 2010 y fue inaugurado en agosto de 2014.